# Dysmilichia gigantea
Dysmilichia gigantea är en fjärilsart som beskrevs av Brandt 1941. Dysmilichia gigantea ingår i släktet Dysmilichia och familjen nattflyn. Inga underarter finns listade i Catalogue of Life.